# Historia económica de Alemania

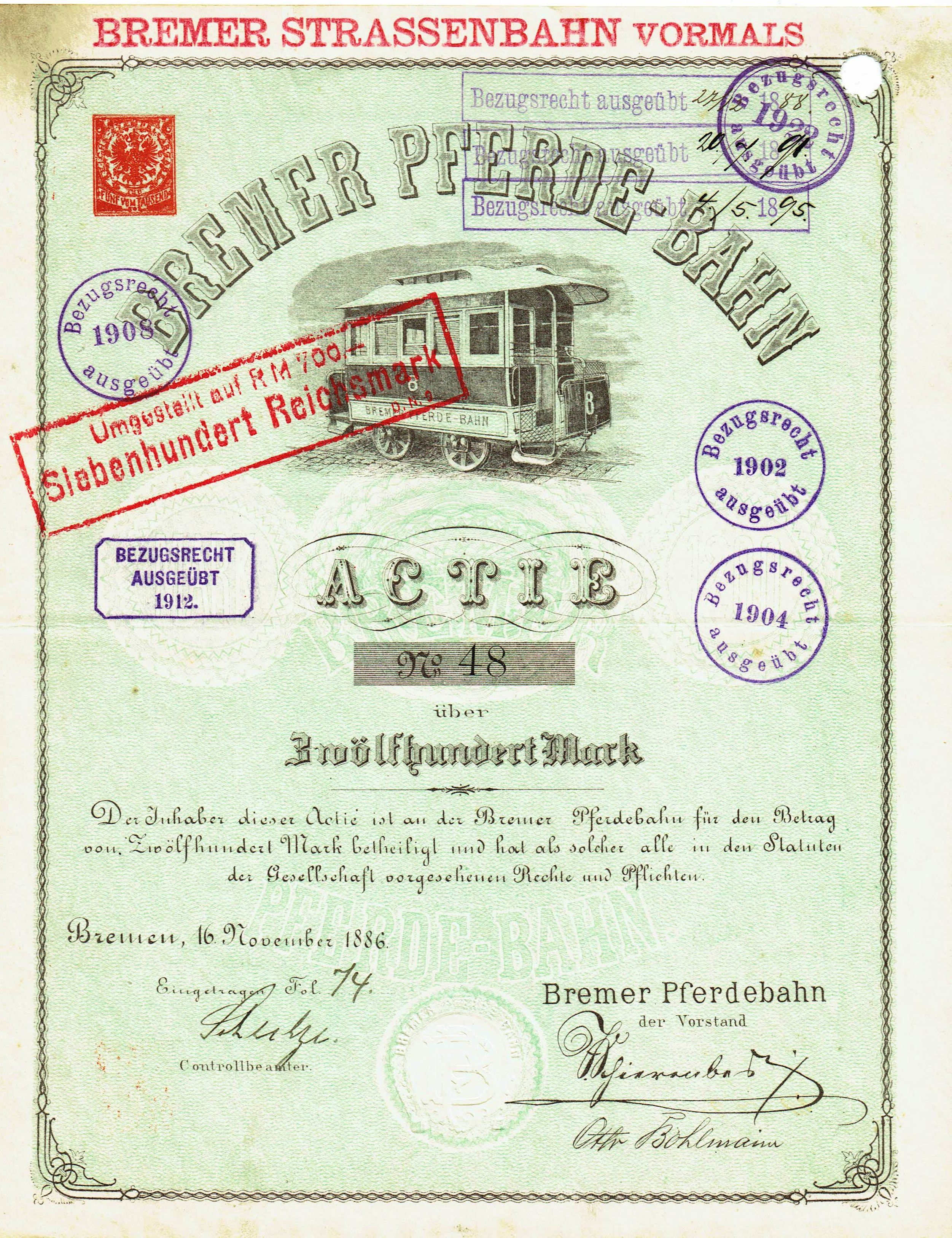
Acción de la Bremer Pferde-Bahn, emitida el 16 de noviembre de 1886

Alemania como Estado nación se inició en 1871 con la unificación e instauración del Imperio alemán. Con anterioridad, los territorios que forman Alemania fueron una agrupación de Estados en el marco del Sacro Imperio Romano Germánico, formado tras la división en el año 843 del Imperio carolingio. Este Imperio se disolvió en 1806 con las guerras napoleónicas.

## SigloXIX

### Revolución industrial
La revolución industrial en los territorios que formaron Alemania se produjo de forma más tardía que en Inglaterra y Francia pero cuando llegó permitió a Alemania colocarse a finales del siglo XIX a la cabeza de las economías más avanzadas. Se encuadra dentro de la segunda revolución industrial, con caracteres distintos de los experimentados en Inglaterra.
Hacia 1815-20 no existían todavía cambios en el sistema económico de la zona, frenados por elementos políticos que comenzaron a eliminarse en gran medida a partir de 1834 con la Zollverein (unión aduanera) que tuvo un gran trascendencia. 
La estructura social del país era a su vez más primitiva que la de los del oeste de Europa, con la pervivencia de una dependencia del campesinado de carácter feudal frente a los señoríos, que incluía prestaciones personales y exacciones señoriales. Es a partir de las revoluciones de 1848 cuando empiezan a desaparecer estos elementos y comienzan una serie de cambios institucionales y reformas legislativas que crearon un contexto favorable para el desarrollo empresarial y de los mercados. Entre otros elementos apareció una bolsa de mano de obra liberada de la agricultura disponible para emplearse en la naciente industria.
Un tercer elemento trascendente en la evolución económica de Alemania fue el nivel de instrucción educativa de varias áreas del país, que presentaba unas tasas de alfabetización y de estudiantes muy alta, que iba más allá de la simple obligatoriedad de escolarización, recogida en la Constitución de Prusia de 1850 sin importar la extracción social y que proporcionaron una mano de obra cualificada cuyo papel en el desarrollo industrial en este periodo fue importante y que propició que  Alemania y Estados Unidos se adelantase en el proceso respecto a Gran Bretaña. El sistema educativo alemán y la importancia concedida a la educación técnica y a la formación profesional, así como el crecimiento de la educación secundaria explican una parte importante de la ventaja relativa con que el país afrontó la segunda revolución industrial.

El desarrollo alemán se basó en buena medida en la participación del Estado en conjunción con la banca que asumieron la financiación del ferrocarril y que posteriormente se extendió a otros sectores industriales como el de la minería, siderurgia y mecánica pesada.

### Unificación alemana. Política monetaria y fundación del Reichsbank

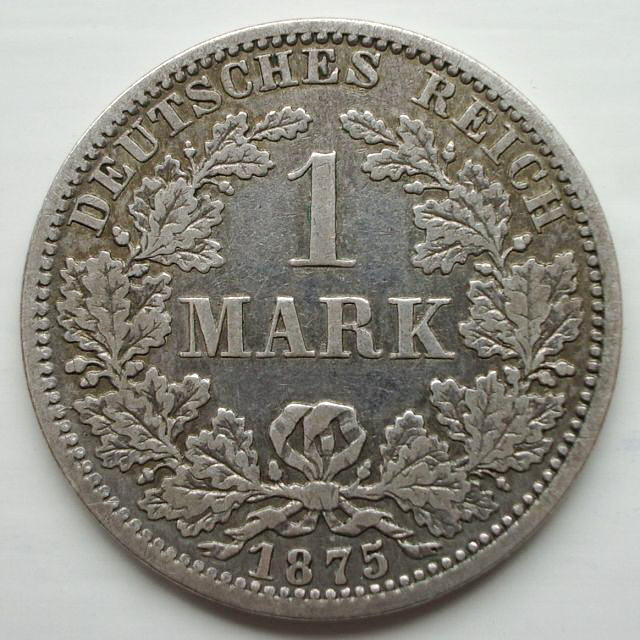
Moneda de 1 marco de 1875

Con la constitución del Imperio alemán en 1871, este asumió la legislación sobre emisión de billetes y monedas. La ley de 4 de diciembre de 1871 definió el denominado marco de oro alemán como la moneda del nuevo Estado. El 1 de enero de 1876 se constituyó el Reichsbank, al convertir el Banco Prusiano en un banco central de emisión con sede en Berlín. Originalmente fue una entidad privada controlada por el Banco central de Prusia, bajo estrecha supervisión del Gobierno del Reich.
Hasta la unificación, Alemania había tenido 31 bancos centrales (conocidos como Notenbanken) y cada uno de los estados independientes poseía su propia moneda. En 1870 se aprobó una ley general que prohibía la creación de más Bancos centrales y en 1875, se aprobó la Ley bancaria de 14 de marzo de 1875 que creaba el Reichsbank. Cuatro de los antiguos Notenbanken (Baden, Baviera, Sajonia y Wurtemberg) continuaron existiendo hasta 1914.

## SigloXX

### Consecuencias económicas de la Primera Guerra Mundial
Al finalizar la guerra, las potencias victoriosas tomaron una serie de medidas penalizadoras contra los derrotados, que se materializaron en el Tratado de Versalles y que consistieron, principalmente, en la entrega de los barcos mercantes alemanes de más de 1400 Tm de desplazamiento y la cesión anual de 200.000 Tm de nuevos barcos, como restitución de la flota mercante perdida por los aliados durante el conflicto; la entrega anual de 44 millones de Tm de carbón, 371.000 cabezas de ganado, la mitad de su producción química y farmacéutica y de otros productos industriales, durante cinco años así como la requisa de la propiedad privada alemana en los territorios y colonias perdidos. Pero la principal medida fue la fijación de una cantidad como indemnización en concepto de gastos militares. La cantidad impuesta a Alemania, decidida en 1921 por la Comisión de Reparaciones (REPKO), fue de 132.000 millones de marcos oro, una cantidad desorbitada para la época, lo que significaba, en su momento inicial, el pago anual del 6 % del Producto interior bruto de este país. El sistema fiscal y monetario alemán acabó hundiéndose, por lo que sus acreedores acabaron cobrando sólo una pequeña parte de las deudas, a costa de que la economía internacional perdiese oportunidades de fortalecimiento y crecimiento. Los vencedores exigían además que el pago se realizase en oro, lo que requería, entre otras cosas, que las exportaciones alemanas superasen ampliamente a las importaciones, pero a la vez los aliados cerraron drásticamente sus mercados a las importaciones, elevando la protección a sus industrias. Esta deuda fue una de las claves de los fuertes procesos de hiperinflación y la crisis de la Gran Depresión, así como la subida al poder del nazismo.

### Economía de la Alemania nazi
Al momento de la toma del poder de Hitler en 1933, la economía de la Alemania nazi se convirtió en un elemento crucial para la consolidación del NSDAP. En 1934, el ministro de Economía Hjalmar Schacht desarrolló una política de gasto, especialmente, destinado a obras públicas, como la construcción de autopistas. Asimismo, redujo el déficit presupuestario y luchó contra la inflación por medio de los denominados «bonos Mefo», una circulación monetaria paralela, con los cuales el Estado pagaba a las empresas. Este sistema sirvió para financiar el rearme con solo un millón de Reichsmarks de capital. Marcada por un fuerte intervencionismo, una política de obras públicas y de desarrollo del sector industrial militar, la economía se empezó a recuperar. Para 1938, el desempleo había desaparecido e incluso faltaban trabajadores para cubrir los puestos de trabajo disponibles. Si bien se promovió la autarquía, Alemania no poseía todas las materias primas que requerían su desarrollo socioeconómico, por lo que mantuvo redes de alianzas económicas.

### Segunda Guerra Mundial y división del país
Tras la finalización de la Segunda Guerra Mundial y de resultas de la ocupación de Alemania por las potencias vencedores, el país quedó dividido en dos, la República Federal de Alemania en el oeste, con sistema político occidental y Economía social de mercado y en el este, la República Democrática de Alemania con economía centralizada y empresas públicas de carácter estatal. Desde entonces y hasta 1990, en que se produjo la reunificación, las dos Alemanias avanzaron por caminos separados en su discurrir económico.

#### República Democrática Alemana (1945-1990)
La Alemania Oriental tenía una economía dirigida, similar a la sistema económico en la Unión Soviética y otros Estados miembros del Comecon, en contraste con la economía de mercado o la economía mixta u otros  estados capitalistas. El Estado establecía los objetivos de producción, fijaba los precios y también asignaba los recursos, codificando estas decisiones en planes integrales. Los medios de producción eran casi en su totalidad de  propiedad estatal.

#### República Federal Alemana
El término ‘milagro económico alemán’ (en alemán: Wirtschaftswunder, milagro económico) fue usado por primera vez en el periódico británico The Times en 1950 y describe la rápida reconstrucción y desarrollo de las economías de Alemania Occidental y Austria después de la Segunda Guerra Mundial, en parte gracias al Plan Marshall para Europa provocado por el temor de que pudieran darse las mismas condiciones que se dieron para Alemania en el período de entre guerras (1919-1939).
A finales de la década de 1950, Alemania Occidental tenía una de las economías más fuertes del mundo, casi tanto como la existente antes de 1914.
El desarrollo de la Alemania de postguerra se debió en gran medida a la aplicación de medidas económicas liberales, favoreciendo de esa manera al sector industrial y al empresarial. A Walter Eucken se le considera el pensador primario de la economía social de mercado. Ya en el año 1942, Eucken exigía un cambio total del orden económico. En su propuesta él rechazaba una economía totalmente liberal, al igual que al llamado Estado vigilante nocturno de una economía controlada.

### Reunificación alemana
Tras la caída del muro de Berlín en 1989, el 3 de octubre de 1990, entró en vigor el Tratado de Unificación de Alemania Oriental y Occidental. A partir de entonces, el país de forma única, se rigió por los principios de la economía social de mercado con reconocimiento de la propiedad privada, libertad de precios y movilidad de trabajadores y capitales. En definitiva supuso una integración de la República Democrática dentro de Alemania Occidental, ya que la primera fue quien cambió su legislación y su estructura y política económica. Ya antes, el 18 de mayo de 1990 los ministros de finanzas de ambos países Theo Waigel y Walter Rombers habían firmado en Bonn el Tratado de unión monetaria, económica y social que en sus principios generales establecía una unión monetaria, con el marco occidental como moneda común. El acuerdo fue ratificado por los respectivos parlamentos en junio de ese mismo año y entró en vigor el 1 de julio. La reunificación desde el punto de vista económico supuso un hito sin precedentes que por una parte supuso una unión monetaria y simultáneamente una conversión de una economía centralizadas y completamente planificada por el Estado en una economía social de mercado.
Los elementos más destacados de este proceso de integración fueron:
- Reordenación y privatización de las empresas públicas a través de la creación del Treuhandanstalt, organismo público fundado en 1990 por la Volkskammer, encargado de englobar las empresas públicas existentes en el Este y su posterior privatización. El Treuhand, como se conocía de forma abreviada, llegó a tener 23.500 empresas, de las cuales unas 3.500 fueron cerradas y el resto privatizadas, unas 500 de las cuales fueron adquiridas por sus antiguos propietarios.[17][18] Esta institución cesó sus operaciones el 31 de diciembre de 1994.
- La cuestión monetaria. La unión monetaria desempeñó un papel fundamental en la unificación del país. El 1 de julio de 1990, con la entrada en vigor del tratado de unión monetaria se produjo la desaparición del marco de la República Democrática y su sustitución por el marco. El tipo de cambio se fijó en una tasa de 1 a 1 para los primeros 4 000 marcos, y 2 RDA a 1 DM para cantidades superiores.[19] Este tipo de cambio de 1 a 1 resultaba del todo incoherente con la realidad económica de ambos territorios y suponía una transferencia de renta significativa para los ciudadanos germanoorientales.
- Para financiar aunque fuera parcialmente el aumento del gasto público que supuso la reunificación se estableció en 1995 el denominado "solidarity surcharge", un recargo en el impuesto sobre la renta y en impuesto sobre sociedades,  que supuso una elevación del 7,5% de la escala de los impuestos correspondientes. Al tiempo, también se volvió a elevar la contribución a la seguridad social y el impuesto sobre el patrimonio. Todo esto supuso,  fundamentalmente, una transferencia de recursos financieros del Oeste al Este, que según algunas estimaciones la elevan a entre el 4% al 5% del PIB cada año.[20]
- Debilidad estructural de las empresas del Este. Según Helmut Schlesinger , presidente del Bundesbank en 1991, los análisis que se realizaron con carácter previo, sobre la situación de la economía de la Alemania Oriental fueron erróneos al estimar muy por encima su capacidad de competir de manera efectiva en los mercados de forma libre. Igualmente la demanda de productos fabricados en la antigua Alemania del Este cayó significativamente porque los que habían sido sus mercados naturales en la antigua área de países del COMECON dejaron de serlo con el cambio político en toda Europa Oriental. Esta caída conllevó un incremento del desempleo. De la misma manera se puso de manifiesto un paro no registrado que se empleaba de manera excedentaria en diversos sectores de la economía.[16]

## SigloXXI
Entre 2005 y 2019, Alemania atravesó un período de fortaleza económica, al que a menudo se denomina el "milagro del mercado laboral". El empleo en Alemania creció más del 15%, pasando de 39,3 millones a 45,3 millones de personas. Este período de crecimiento, combinado con bajas tasas de interés y de desempleo junto con estabilidad económica, había ayudado previamente a Alemania a atraer empresas e inversores. 
En noviembre de 2021, el petróleo ruso representaba el 17 por ciento de las importaciones totales de la Organización para la Cooperación y el Desarrollo Económicos.  El 8 de marzo de 2022, el presidente estadounidense Joe Biden anunció la prohibición del petróleo de Rusia y dijo a los periodistas: "Estamos prohibiendo todas las importaciones de petróleo y gas rusos. Eso significa que el petróleo ruso ya no será aceptable en los puertos estadounidenses y el pueblo estadounidense asestará otro golpe poderoso a la maquinaria de guerra de Putin ".  El ministro de Asuntos Económicos de Alemania, Robert Habeck, advirtió: "Si no obtenemos más gas el próximo invierno y si se cortan los suministros de Rusia, entonces no tendríamos suficiente gas para calentar todas nuestras casas y mantener en funcionamiento toda nuestra industria". 
El 7 de marzo, el canciller alemán Olaf Scholz refutó el pedido de Estados Unidos y Ucrania para que Alemania se alejara de las importaciones de petróleo y gas rusos porque "el suministro de energía para la generación de calor, la movilidad, el suministro eléctrico y la industria en Europa no puede garantizarse de ninguna otra manera".   Sin embargo, la Unión Europea (UE) indicó que reduciría su dependencia del gas de Rusia en dos tercios en 2022. 